# العلاقات الإندونيسية القرغيزستانية
العلاقات الإندونيسية القيرغيزستانية هي العلاقات الثنائية التي تجمع بين إندونيسيا وقيرغيزستان.

## مقارنة بين البلدين
هذه مقارنة عامة ومرجعية للدولتين:
| وجه المقارنة                                              | إندونيسيا         | قيرغيزستان                      |
| --------------------------------------------------------- | ----------------- | ------------------------------- |
| المساحة (كم2)                                             | 1.90 مليون        | 199.95 ألف                      |
| عدد السكان (نسمة)                                         | 263.99 مليون      | 6.20 مليون                      |
| الكثافة السكانية (ن./كم²)                                 | 138.94            | 31.01                           |
| العاصمة                                                   | جاكرتا            | بيشكك                           |
| اللغة الرسمية                                             | اللغة الإندونيسية | اللغة الروسية، اللغة القيرغيزية |
| العملة                                                    | روبية إندونيسية   | سوم قيرغيزستاني                 |
| الناتج المحلي الإجمالي (بليون دولار)                      | 1.02 تريليون      | 7.56 مليار                      |
| الناتج المحلي الإجمالي (تعادل القوة الشرائية) بليون دولار | 2.85 تريليون      | 20.45 مليار                     |
| الناتج المحلي الإجمالي الاسمي للفرد دولار أمريكي          | 3.35 ألف          | 1.10 ألف                        |
| الناتج المحلي الإجمالي للفرد دولار أمريكي                 | 10.52 ألف         |                                 |
| مؤشر التنمية البشرية                                      | 0.684             | 0.655                           |
| رمز المكالمات الدولي                                      | +62               | +996                            |
| رمز الإنترنت                                              | .id               | .kg                             |
| المنطقة الزمنية                                           |                   | ت ع م+06:00                     |

## منظمات دولية مشتركة
يشترك البلدان في عضوية مجموعة من المنظمات الدولية، منها:
| علم المنظمة | اسم المنظمة                                                | تاريخ انضمام إندونيسيا | تاريخ انضمام قيرغيزستان |
| ----------- | ---------------------------------------------------------- | ---------------------- | ----------------------- |
|             | بنك التنمية الآسيوي                                        | 1966                   | 1994                    |
|             | مؤسسة التنمية الدولية                                      | 20 أغسطس 1968          | 24 سبتمبر 1992          |
|             | يونسكو                                                     | 27 مايو 1950           | 2 يونيو 1992            |
|             | وكالة ضمان الاستثمار متعدد الأطراف                         | 12 أبريل 1988          | 21 سبتمبر 1993          |
|             | الأمم المتحدة                                              | 28 سبتمبر 1950         | 2 مارس 1992             |
|             | العملية المشتركة للاتحاد الأفريقي والأمم المتحدة في دارفور | ?                      | ?                       |
|             | الاتحاد البريدي العالمي                                    | ?                      | ?                       |
|             | البنك الدولي للإنشاء والتعمير                              | 13 أبريل 1967          | 18 سبتمبر 1992          |
|             | منظمة التعاون الإسلامي                                     | ?                      | ?                       |
|             | منظمة حظر الأسلحة الكيميائية                               | ?                      | ?                       |
|             | الاتحاد الدولي للاتصالات                                   | 1949                   | 20 يناير 1994           |
|             | مؤسسة التمويل الدولية                                      | 23 أبريل 1968          | 11 فبراير 1993          |
|             | منظمة التجارة العالمية                                     | ?                      | ?                       |
|             | منظمة الشرطة الجنائية الدولية                              | 5 أكتوبر 1954          | ?                       |

## وصلات خارجية
- موقع وزارة الخارجية الإندونيسية
- موقع وزارة الخارجية القيرغيزستانية